# Сафронова, Мария Кузьминична
Мария Кузьминична Сафронова (1 апреля 1907 — 24 августа 1972) — передовик советского сельского хозяйства, доярка колхоза «Красная звезда» Кингисеппского района Ленинградской области, Герой Социалистического Труда (1957). Депутат Верховного Совета РСФСР V созыва.

## Биография
Родилась 1 апреля 1907 году в деревне Барановке Рогнединского района Брянской области в русской семье. С раннего детства стала трудиться в сельском хозяйстве. В родной деревне посещала сельскую школу. В 1926 году вступила в колхоз, где сначала работала полеводом, а затем стала трудиться скотником. В самом начале Великой Отечественной войны весь скот был эвакуирован в Вологодскую область. Сафроновой удалось сохранить гурт и в 1944 году вернуть скот в хозяйство.
Сафронова сумела добиться высоких производственных результатов в животноводстве. Активная участница выставок достижений народного хозяйства, где была награждена золотой медалью. В 1956 году животноводы колхоза сумели добиться высокого результата производства молока. Среди лидеров особо выделялась доярка Мария Сафронова, у которой в группе было 20 коров и получила от каждой закреплённой единицы по 5300 килограммов молока. 
За выдающиеся успехи, достигнутые в деле производства продуктов животноводства, значительное увеличение сдачи их государству в 1956 году и широкое применение в практике своей работы достижений науки и передового опыта, Указом Президиума Верховного Совета СССР от 22 июня 1957 года Марии Кузьминичне Сафроновой было присвоено звание Героя Социалистического Труда с вручением ордена Ленина и золотой медали «Серп и Молот».
В дальнейшем продолжала трудовую деятельность. Воспитывала семерых детей. Избиралась депутатом Верховного Совета РСФСР V созыва (1959-1963). Позже вышла на заслуженный отдых.
Проживала в деревне Большой Луцк Кингисеппского района Ленинградской области. Умерла 24 августа 1972 года. Похоронена на кладбище №1 в городе Кингиссеп.

## Награды
За трудовые успехи удостоена:
- золотая звезда «Серп и Молот» (22.06.1957),
- орден Ленина (22.06.1957),
- другие медали.